# Kimball (Nebraska)
Pour les articles homonymes, voir Kimball.
Kimball est une ville américaine de l'État du Nebraska. Elle est le siège du comté de Kimball.

## Histoire
Kimball s'appelait à l'origine Antelopeville, et c'est sous ce dernier nom qu'elle a été créée vers 1870, lorsque le chemin de fer de l'Union Pacific a été prolongé jusqu'à cet endroit, . Elle consistait initialement en une station de télégraphe et de charbon, avec une voie de garage et une maison de section. Elle a été renommée en 1885 en l'honneur de Thomas Kimball, un responsable du chemin de fer. Kimball est devenue une municipalité en 1888.

## Géographie
Kimball est située dans le sud-ouest du Panhandle. Selon le Bureau du recensement des États-Unis, la ville a une superficie totale de  5,36 km2.
Kimball se déclare The High Point of Nebraska !, car le point culminant de l'État se trouve à environ 53 km de la ville. Panorama Point, d'une altitude de 1,653 m. Kimball n'est pas la ville du Nebraska dont l'altitude est la plus élevée : ce statut revient à Harrison, à 1 486 m.

## Climat
Kimball, comme une grande partie de l'ouest du Nebraska, a un climat à la limite entre continental humide (Köppen Dfa/Dfb/Dwa/Dwb) et semi-aride frais (BSk). Le climat se caractérise par des hivers froids et extrêmement variables, qui peuvent aller de journées assez chaudes sous l'effet des vents chinook à un froid glacial sous l'influence de l'air arctique du Canada. Le printemps est également variable, mais se réchauffe progressivement, et présente de fréquents orages qui en font la période la plus humide de l'année, tandis que l'été est très chaud à chaud et peut aller d'extrêmes de chaleur et de sécheresse à un temps plus frais avec de fortes précipitations. L'automne est plus sec que le printemps et se refroidit progressivement, bien que des périodes de chaleur dues au chinook soient toujours possibles.

## Démographie
Au recensement de 2010, la ville comptait 2 496 personnes, 1 110 ménages et 651 familles. La densité de population était de 1 205,8 habitants par mile carré (465,6/km2). Il y avait 1 278 unités de logement à une densité moyenne de 617,4 par mile carré (238,4/km2). La composition raciale de la ville était la suivante : 93,8 % de Blancs, 0,2 % d'Afro-américains, 1,5 % d'Amérindiens, 0,4 % d'Asiatiques, 0,1 % d'Insulaires du Pacifique, 1,6 % d'autres races et 2,5 % de deux races ou plus. Les hispaniques ou latinos de toutes races représentaient 7,1 % de la population.
Il y avait 1 110 ménages, dont 26,5 % avaient des enfants de moins de 18 ans vivant avec eux, 45,9 % étaient des couples mariés vivant ensemble, 8,6 % avaient une femme sans mari, 4,1 % avaient un homme sans femme et 41,4 % n'étaient pas des familles. 36,8 % de tous les ménages étaient composés de personnes seules, et 18,8 % comptaient une personne âgée de 65 ans ou plus vivant seule. La taille moyenne des ménages était de 2,21 et celle des familles de 2,88.
L'âge médian dans la ville était de 44,8 ans. 23,2 % des résidents avaient moins de 18 ans ; 7,1 % avaient entre 18 et 24 ans ; 20 % avaient entre 25 et 44 ans ; 26,2 % avaient entre 45 et 64 ans ; et 23,6 % avaient 65 ans ou plus. La ville est composée de 48,8 % d'hommes et de 51,2 % de femmes.

## Économie
Le parc éolien de Kimball est passé de 10,5 à 30MW en 2018. Sa capacité annuelle de production d'électricité est suffisante pour environ 11 000 foyers. Des petits producteurs de pétrole et de gaz sont basés à Kimball.

## Parcs et loisirs
Kimball possède deux parcs : City Park et Gotte Park. Ce dernier comprend la piscine municipale. Le terrain de golf de 18 trous Four Winds est également exploité par le service des parcs et des loisirs de la ville.

## Transports
L'Interstate 80 va d'est en ouest, juste au sud de Kimball ; il y a une sortie pour la ville. L'U.S. Route 30 traverse la ville d'est en ouest. La route 71 du Nebraska traverse Kimball du nord au sud.
L'autorité aéroportuaire de Kimball exploite le Kimball Municipal/Robert E Arraj Field Airport, (code OACI : KIBM • code FAA : IBM), situé à 5 km au sud de la ville,.
La navette du comté de Kimball assure le transport public. La navette est équipée pour être accessible aux fauteuils roulants.

## Images

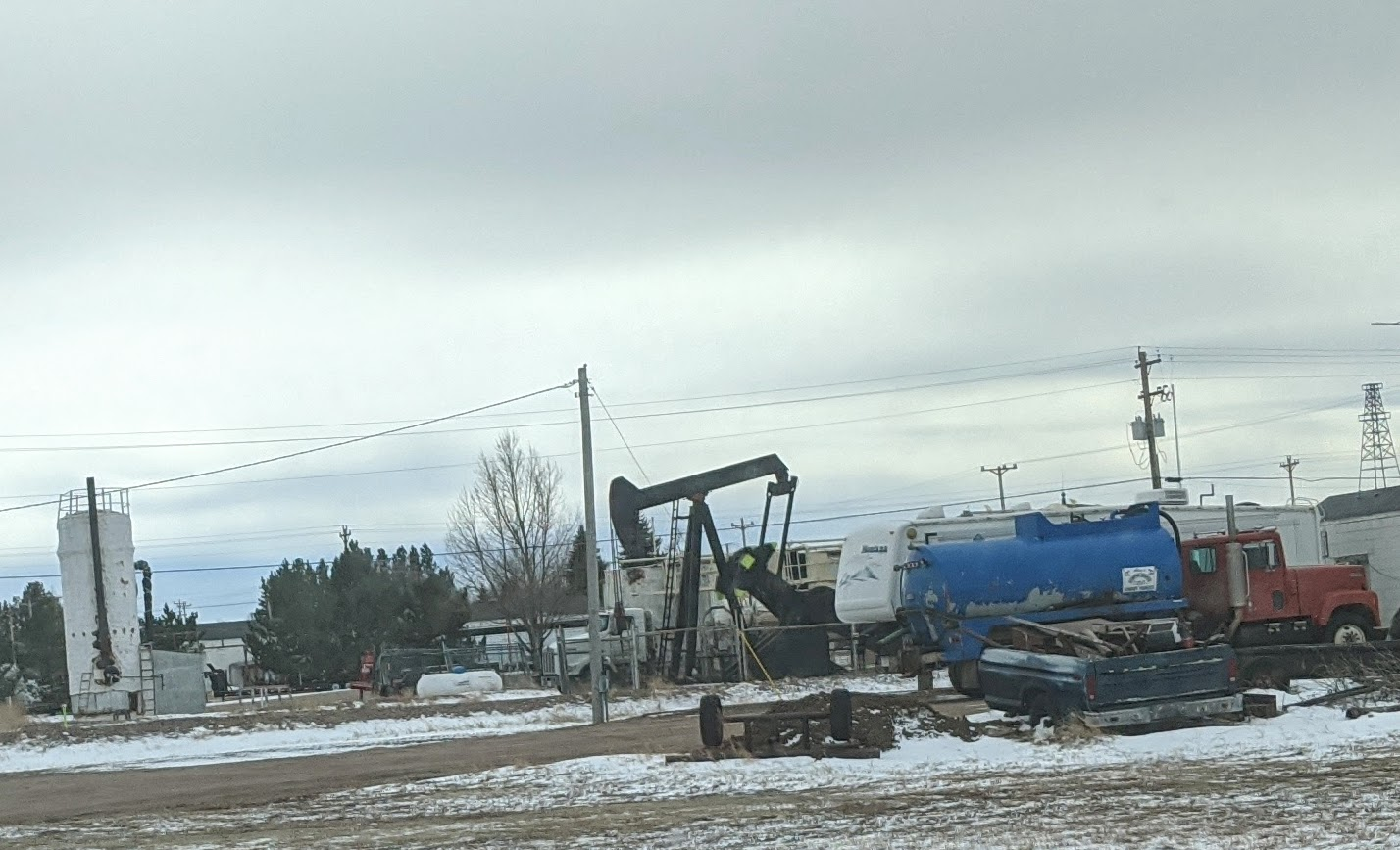
Puits de pétrole à Kimbal.
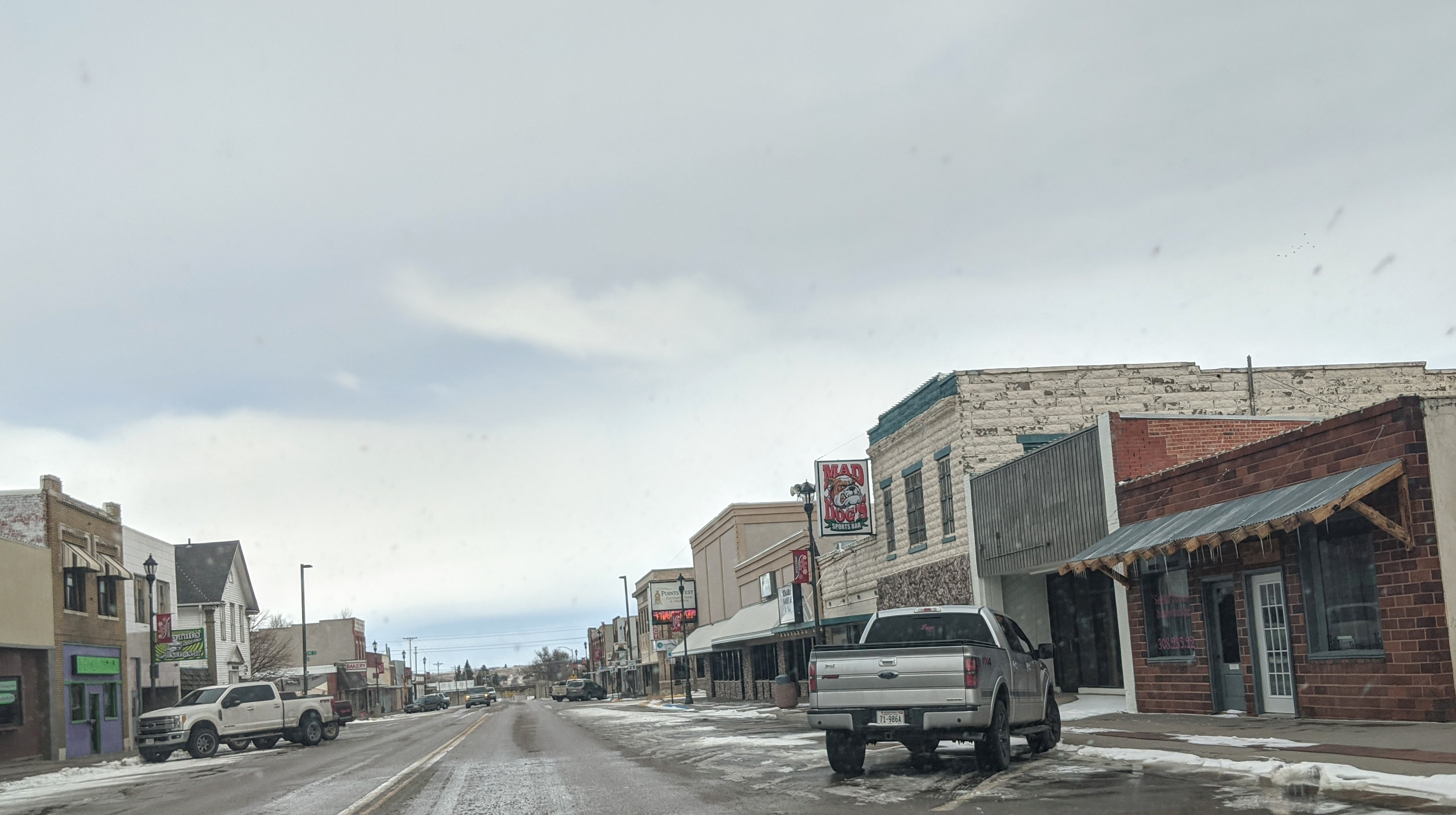
Centre-ville de Kimball.
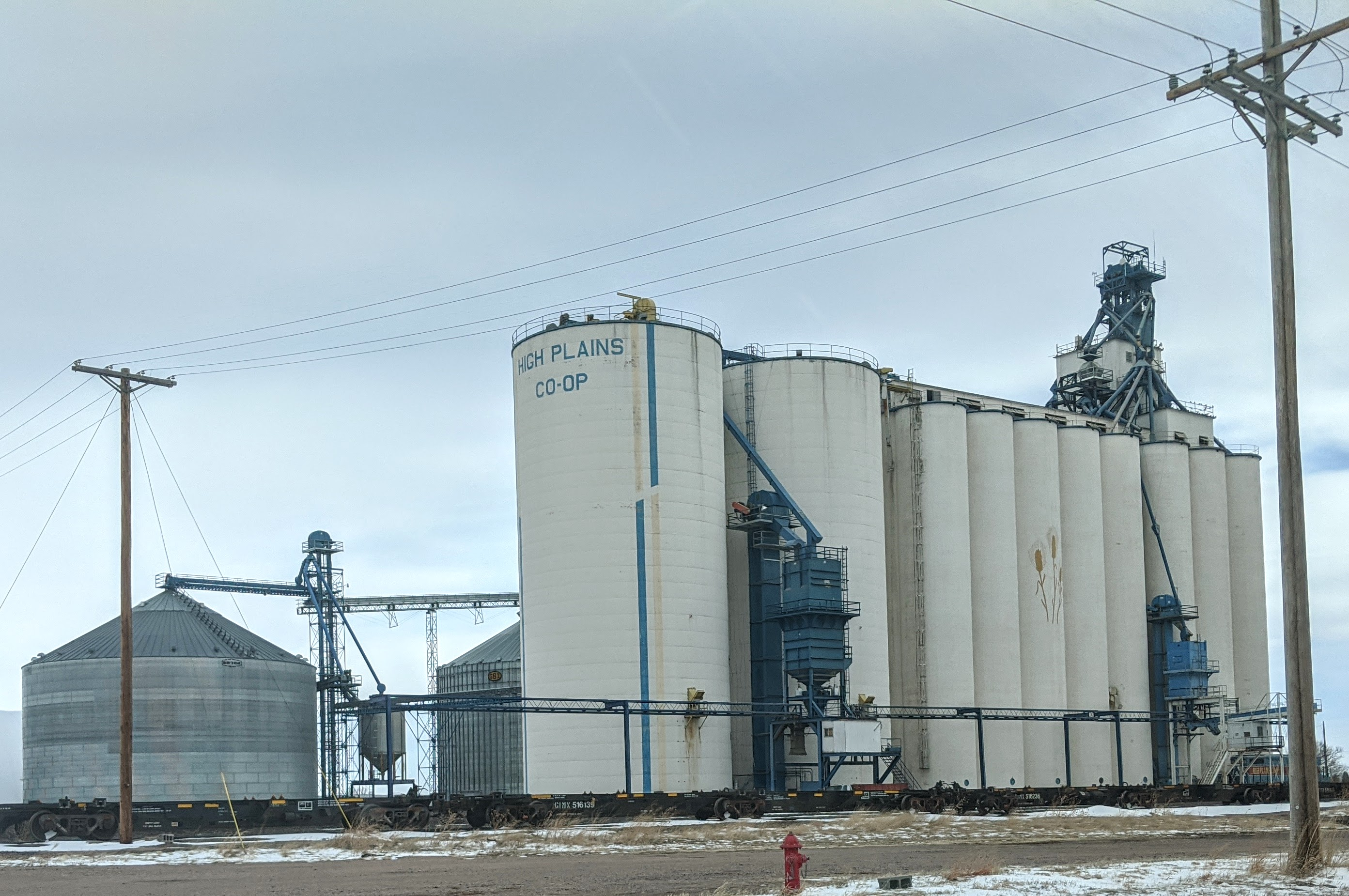
Silos à grains.